# Società Anonima dei tramways a vapore delle provincie di Verona e Vicenza
La Società Anonima dei tramways a vapore delle provincie di Verona e Vicenza era un'azienda che operò fra il 1881 e il 1919 nella costruzione ed esercizio di impianti di trasporto in Veneto.

## Storia
La società, che aveva sede a Bruxelles, faceva parte di quel nutrito gruppo di aziende a capitale belga che nel finire dell'Ottocento investirono nella costruzione di tranvie urbane ed extraurbane in tutto il mondo.
Alla stessa venne affidata la costruzione della tranvia Verona-Caldiero-San Bonifacio, concessa alla società costituita dall'avvocato G.B. Alessi e dal cavalier V. Grondona, entrambi di Milano, con atto n. 1776 del 18 novembre 1979, destinata a servire in maniera più capillare gli abitati che sorgevano attorno alla ferrovia Milano-Venezia.

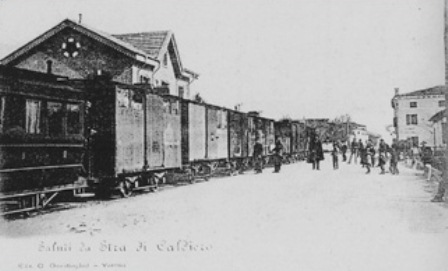
Convoglio a vapore presso la stazione di diramazione di Strà di Caldiero (cartolina d'epoca)

Inaugurata il 17 agosto 1881, con inizio del servizio regolare il successivo 11 novembre, alla stessa seguì nel 1882 il prolungamento di 9 km fino a Lonigo e pochi mesi dopo per ulteriori 17 km fino a Cologna Veneta, contestualmente all'apertura al servizio della diramazione in sede propria fra Lonigo e la stazione SFAI, che distava circa 6 km dall'abitato. Un ulteriore prolungamento attivato sotto la gestione Alessi e Grondona fu la tratta Caldiero-Tregnago, nella valle del torrente Illasi, aperta all'esercizio nell'aprile 1883. Con decreto ministeriale n. 30017/727 del 30 aprile 1883 la TVV "fu autorizzata ad esercitare con trazione a vapore" tale diramazione
Nell'autunno del 1883, autorizzata con decreto ministeriale n. 46445/1079 del 6 giugno dello stesso anno, la TVV assunse la gestione diretta delle succitate linee, per un totale di 53 km. Il direttore di esercizio della società era l'ingegnere belga Leone Maryassael.
Considerato il buon andamento del traffico viaggiatori e merci, e dopo l'elaborazione del relativo progetto presentato dal Maryassel nel 1909 alla deputazione provinciale di Verona, l'8 agosto 1910 la stessa VTT avanzò al ministero una "relazione-istanza" con cui richiedeva l'autorizzazione di adottare la trazione elettrica; tale concessione fu accordata con Regio decreto n. 1015 del 6 agosto 1911. Il servizio a trazione elettrica sulla Verona-San Bonifacio fu attivato nel 2012.
All'indomani della prima guerra mondiale un periodo di pesanti scioperi colpì la TVV, che si vide costretta a cedere alla deputazione provinciale l'esercizio della tranvia, operazione sancita con decreto prefettizio n. 2936 del 2 aprile 1919, segnando di fatto l'uscita di scena della società: l'esercizio era formalmente svolto per conto della società concessionaria fino al 1924, anno in cui la concessione stessa passò alla neocostituita azienda provinciale.

## Infrastrutture
La VTT arrivò nel complesso a gestire le seguenti linee:
- Tranvia Verona-Caldiero-San Bonifacio, 22,1 km, inaugurata nel 1881, elettrificata a 1350 V c.c. nel 1912
- Tranvia Caldiero-Tregnago 28,705 km, inaugurata nel 1883
- Tranvia San Bonifacio-Lonigo Città-Cologna Veneta, 17 km, inaugurata nel 1882
- Diramazione Lonigo Città-Stazione (1882-1937) 6 km[8], inaugurata nel 1882

## Materiale rotabile
All'atto della cessione dell'esercizio alla Provincia avvenuto nel 1919, in totale il parco ammontava, fra rotabili in servizio e accantonati, a 11 elettromotrici, 8 locomotive a vapore, 12 carrozze passeggeri, più ulteriori 33 "vetture Grondona" e 47 carri merci.
Le prime elettromotrici del parco furono fornite nel 1912 dalla Thomson-Houston. Immatricolate come gruppo E01÷E06 e dotate di 43 posti a sedere, erano dotate di parte meccanica costruita dalla Sachsische Waggon Fabrik e componenti elettrici AEG. La potenza di quasi 360 kW consentiva la velocità massima di 40 km/h.
Sempre del 1912 risultavano le 6 carrozze "tipo Sachsische", dipinte esternamente in grigio verde, con sigle e numeri in bronzo. La prima classe veniva contrassegnata da riquadri in giallo - bianco e rosso cupo, la seconda con riquadri bianchi e gialli. Nella parte anteriore presentavano uno scompartimento per i non fumatori.

## Documentazione
Il patrimonio di documenti relativo alla società è conservato a cura dell'attuale Azienda Trasporti Verona e comprende anche i materiali documentari prodotti delle diverse aziende che sono succedute alla TVV.